# Metalimnobia dietziana
Metalimnobia dietziana là một loài ruồi trong họ Limoniidae. Chúng phân bố ở miền Tân bắc.